# Vuelta Ciclista del Uruguay 1993
La 50.ª edición de la Vuelta Ciclista del Uruguay se disputó desde el viernes 2 hasta el domingo 11 de abril de 1993.
Denominada "La Vuelta de Oro", el recorrido fue de 1672,6 kilómetros divididos en 10 etapas, que incluyó una contrarreloj por equipos al inicio y una individual en la séptima jornada.
El ganador fue el trinitario José Asconeguy. El poronguero logró su tercer triunfo tras las Vueltas obtenidas en 1985 y 1987. José Maneiro y el brasileño Jamil Suaidem del Caloi, terminaron 2.º y 3.º respectivamente.
La carrera se definió prácticamente en la 2.ª etapa cuando una escapada protagonizada por Asconeguy (Amanecer), Maneiro (Belo Horizonte) y Sergio Sartore (Nacional), llegó a Paysandú con casi 7 minutos de diferencia. El poco interés del pelotón de ir a buscar a los fugados se daba porque los tres equipos más fuertes estaban representados en la fuga. Con las ventajas obtenidas la Vuelta prácticamente reducía a 3, los corredores con chance de ganarla, y más aún cuando al día siguiente Federico Moreira (compañero de Asconeguy) abandonaba y daba por tierra cualquier lucha por la general.
Los tres candidatos se redujeron a dos en la sexta etapa que unía Carlos Reyles con Tacuarembó, un pinchazo de Sergio Sartore provocó una guerra en el pelotón y aunque todo Nacional se quedó a esperarlo, no pudieron volver al grupo y perdieron más de 7 minutos. La contrarreloj corta de 15 kilómetros en Melo sirvió para afianzar a Asconeguy al frente de la general y de allí al final la carrera no tuvo variantes, logrando así Asconeguy su tercera vuelta.  

## Etapas
| Etapa | Fecha       | Recorrido                              | km         | Ganador           | Detalle de la etapa |
| 1.ª A | 2 de abril  | Montevideo-Santiago Vázquez            | 21,6 (CRE) | Amanecer A        | |
| 1.ª B | 2 de abril  | Libertad-Trinidad                      | 140,5      | Hernandes Quadri  | Ver lista1.º- Hernandes Quadri-----3:16:16 2.º- Ineiro Soler----------------m.t. 3.º- Milton Wynants-----------m.t. 4.º- Carl Sundquist------------m.t. 5.º- Luis Valiente--------------a 5 s Pelotón---------------------------------a 25 s |
| 2.ª   | 3 de abril  | Trinidad-Paysandú                      | 185        | José Maneiro      | Ver lista1.º- José Maneiro-------3:37:02 2.º- José Asconeguy-----m.t. 3.º- Sergio Sartore--------m.t. Pelotón----------------------------a 6:50                                                                                              |
| 3.ª   | 4 de abril  | Paysandú-Fray Bentos                   | 125        | Jamil Suaidem     | Ver lista1.º- Jamil Suaidem------2:48:43 2.º- Milton Wynants--------m.t 3.º- Mariano Salmón-------m.t. |
| 4.ª   | 5 de abril  | Mercedes-Durazno                       | 197,5      | Ricardo Guedes    | Ver lista1.º- Ricardo Guedes------5:00:42 2.º- Carlos Villanueva-------m.t. 3.º- Luis Martínez------------m.t. |
| 5.ª   | 6 de abril  | Carlos Reyles-Tacuarembó               | 172        | Jamil Suaidem     | Ver lista1.º- Jamil Suaidem--------3:49:04 2.º- Gustavo Figueredo-------m.t. 3.º- Dirk Copeland ----------m.t. Grupo de Sartore-------------------a 7:11                                                                                     |
| 6.ª   | 7 de abril  | Tacuarembó-Melo                        | 189        | Dirk Copeland     | Ver lista1.º- Dirk Copeland----4:28:39 2.º- Pedro Paiz------------m.t. 3.º- Mario Reyes---------a 4 s 4.º- Andrey Ivanov---------m.t. Pelotón--------------------------a 24 s                                                                |
| 7.ª A | 8 de abril  | Contrarreloj en Melo                   | 15 (CRI)   | Dirk Copeland     | Ver lista1.º- Dirk Copeland-----19:49 2.º- Gustavo Artacho-----19:52 3.º- José Asconeguy-----20:01 4.º- Sergio Tesitore--------20:02 |
| 7.ª B | 8 de abril  | Melo-Treinta y Tres                    | 109,5      | Carlos Villanueva | Ver lista1.º- Carlos Villanueva----3:16:06 2.º- José Maneiro------------m.t. 3.º- Mariano Salmón---------m.t. |
| 8.ª   | 9 de abril  | José Pedro Varela-La Paloma            | 173,4      | Mariano Salmón    | Ver lista1.º- Mariano Salmón-----4:25:03 2.º- Oscar Zanini----------a 9 s 3.º- José Maneiro---------a 22 s |
| 9.ª   | 10 de abril | La Paloma-Maldonado                    | 125,5      | Gregorio Bare     | Ver lista1.º- Gregorio Bare-------3:06:59 2.º- Carlos Villanueva-------m.t. 3.º- Gustavo Artacho--------m.t. |
| 10.ª  | 11 de abril | Aeropuerto Laguna del Sauce-Montevideo | 196,9      | Milton Wynants    | Ver lista1.º- Milton Wynants-------4:34:34 2.º- Hernandes Quadri--------m.t. 3.º- Dimitri Vlasiouk-----------m.t. |

## Clasificaciones finales

### Clasificación individual
| Pos. | Ciclista          | Equipo           | Tiempo           |
| ---- | ----------------- | ---------------- | ---------------- |
| 1.º  | José Asconeguy    | Amanecer A       | 38 h 43 min 37 s |
| 2.º  | José Maneiro      | Belo Horizonte A | a 1 min 41 s     |
| 3.º  | Jamil Suaidem     | Caloi            | a 6 min 42 s     |
| 4.º  | Gustavo Figueredo | Amanecer A       | a 6 min 48 s     |
| 5.º  | Dimitri Vlasiouk  | Rusia            | a 6 min 50 s     |
| 6.º  | Dirk Copeland     | Estados Unidos   | a 6 min 57 s     |
| 7.º  | Oscar Sartore     | Tabaré Farías    | a 7 min 32 s     |
| 8.º  | Raúl Ruarte       | Amanecer A       | a 7 min 51 s     |
| 9.º  | Andrés Maistegui  | Belo Horizonte A | a 7 min 56 s     |
| 10.º | Ramiro Vidal      | Belo Horizonte B | a 8 min 21 s     |

### Clasificación premio sprinter
| Pos. | Ciclista         | Equipo         | Puntos |
| ---- | ---------------- | -------------- | ------ |
| 1º   | Dirk Copeland    | Estados Unidos | 31     |
| 2.º  | Dimitri Kojevine | Rusia          | 27     |
| 3.º  | Dimitri Vlasiouk | Rusia          | 19     |

### Clasificación premio cima
| Pos. | Ciclista         | Equipo           | Puntos |
| ---- | ---------------- | ---------------- | ------ |
| 1º   | Dimitri Vlasiouk | Rusia            | 33     |
| 2.º  | Igor Doukhnenco  | Rusia            | 22     |
| 3.º  | José Maneiro     | Belo Horizonte A | 20     |

### Clasificación por equipos
| Pos. | Equipo           | Tiempo            |
| ---- | ---------------- | ----------------- |
| 1.º  | Amanecer A       | 116 h 52 min 33 s |
| 2.º  | Belo Horizonte A | a 5 min 38 s      |
| 3.º  | Rusia            | a 9 min 24 s      |
| 4.º  | Cuba             | a 25 min 55 s     |
| 5.º  | Tabaré Farías    | a 30 min 14 s     |